# РК Вишеград

## Оснивање
Клуб је основан 2002. године. То је уједно први и једини рукометни клуб у Вишеграду.

## Сезона 2013/14
Клуб је дуго играо само пријатељске утакмице, јер није било такмичења и лига у којим би се они могли надметати. Напокон, у сезони 2013/14 почињу да играју 2. лигу Републике Српске, група исток. У тој лиги, налазила су се само два тимаː РК Вишеград и РК Гласинац Соколац. РК Вишеград је те сезоне освојио шампионат. 

## Сезона 2014/15
У сезони 2014/15 клуб је требало да се такмичи у првој лиги Републике Српске, али због финансијских проблема клуб је избачен назад у другу лигу. Али, у сезони 14/15, у другој лиги се налазе четири тима (Вишеград, Гласинац, РК Требишњица и РК Локомотива Брчко). Вишеград завршава други, одмах иза Гласинца, јер су изгубили задњу утакмицу против Гласинца која је одлучивала лигу.

## Млађе категорије
Од распадања првог тима, све наде су уложене у млађе категорије, млађе категорије тренутно броје око 25 чланова, са којима се ради сваки дан тренинг, одигран је велики број утакмица, запажени резултати су остваерни на међународном турниру "Златибор фор френшип" гдје су у категорији 2001/2002 младе наде освоијле 4. мјесто, а Драган Лакић проглашен најбољим голманом, такође је освојено је прво мјесто на турниру "Трофеј Горажда". Тим тренутно посједује категорије 2001/2002 и 2003/2004